# We Met – and Then
We Met – and Then ist ein Musikalbum von Barre Phillips, John Butcher und Ståle Liavik Solberg. Die am 3. November 2018 in München auf dem Festival Offene Ohren im Veranstaltungsort Einstein Kultur und am 15. August 2019 auf dem Blow Out Festival in der Deichmanske bibliotek in Grünerløkka, Oslo, entstandenen Aufnahmen erschienen 2021 auf Relative Pitch Records.

## Hintergrund
John Butcher und Ståle Liavik Solberg kamen erst 2015 zusammen, aber der Erfolg dieser Begegnung, dokumentiert auf So Beautiful, It Starts to Rain (Clean Feed, 2016), ermutigte zu einer weiteren Zusammenarbeit nicht nur zu zweit, sondern auch mit anderen Musikern wie Pat Thomas (zu hören auf Fictional Souvenirs Astral Spirits, 2018). Solberg und John Butcher gaben 2018 ein Duo-Konzert in München. Dort spielte zu dieser Zeit auch Barre Phillips. Nach einem ersten gemeinsamen Gastspiel in München trafen sich die drei Musiker auf dem Blow Out! Festival im August 2019 wieder. Von diesen beiden Konzerten gibt es Mitschnitte, die auf We Met – and Then zu hören sind.

## Titelliste
- Barre Phillips, John Butcher, Ståle Liavik Solberg: We Met – and Then (Relative Pitch RPR 1122)[1]

1. – And Then	18:19
2. Zero Tolerance	8:39
3. Chaudron Profond	6:49
4. Traveling	6:18
5. Vivid Inkling	5:01
6. We Met –	9:16

## Rezeption
Nach Ansicht von John Sharpe, der das Album in All About Jazz rezensierte, sind drei manchmal schon eine Menge, aber wenn die Gesellschaft so einfühlsam und einladend sei wie die fruchtbare, etablierte Partnerschaft des britischen Saxophonisten John Butcher und des schwedischen Schlagzeugers Ståle Liavik Solberg, dann sei die Hinzunahme des erfahrenen Bassisten Barre Phillips eher ein Segen. Jeder von ihnen habe ein ausgereiftes Idiom entwickelt; Phillips sei ein Meister der freien Improvisation. Schon in den ersten paar Minuten von „And Then“ würde er mühelos bogenschwingendes Stottern, tiefes, hallendes Coll’arco, hohes, klagendes Legato, ein summendes Brummen und Koto-artige gezupfte Obertöne einbringen. Aber er zeige auch ein reichhaltiges harmonisches Gespür, wie es sich für jemanden gehört, der regelmäßig für ECM aufgenommen habe, was dem Diskurs eine weitere Dimension verleihe.
Butcher verfüge ebenfalls über ein reichhaltiges Vokabular, das viele Varianten von Multiphonics umfasse, zusammen mit ruckenden Trillern und wimmernden Schreien, so Sharpe weiter. Es seien nicht nur die neuartigen Texturen, sondern auch die Art und Weise, wie er von einer zur anderen und wieder zurück wechseln kann, als würde er sich in einer fremden Sprache unterhalten. Solberg lieferte genau die richtige Menge an Rasseln und Klopfen, manchmal in einem Wechsel der Klangfarben, manchmal durch die Verschmelzung der verschiedenen Klangfarben und Farben zu einer taumelnden Dynamik.